# Venio Losert
Venio Losert (Zavidovići, República Federal Socialista de Iugoslàvia 1976) és un jugador d'handbol croat, guanyador de tres medalles olímpiques.

## Biografia
Va néixer el 25 de juliol de 1976 a la ciutat de Zavidovići, població situada al Cantó de Zenica-Doboj, que en aquells moments formava part de la República Federal Socialista de Iugoslàvia i que avui dia forma part de Bòsnia i Hercegovina.
De ben petit es traslladà a la ciutat de Slavonski Brod (Croàcia) amb la seva família, d'on obtingué la nacionalitat a la indepèndència del país.

## Carrera esportiva
Jugador d'handbol en la posició de porter, ha estat membre dels clubs RK Zagreb, Club Balonmano Granollers, FC Barcelona i actualment al Club Balonmano Ademar León.
Va participar, als 19 anys, en els Jocs Olímpics d'Estiu de 1996 realitzats a Atlanta (Estats Units), on va aconseguir la medalla d'or amb la selecció nacional de Croàcia al derrotar la selecció de Suècia. Absent dels Jocs Olímpics d'estiu de 2000 realitzats a Sydney (Austràlia), en els Jocs Olímpics d'Estiu de 2004 realitzats a Atenes (Grècia) revalidà el seu títol olímpic en derrotar la selecció alemanya. En els Jocs Olímpics d'Estiu de 2008 realitzats a Pequín (República Popular de la Xina) va finalitzar en quarta posició, en perdre el partit pel tercer lloc davant la selecció espanyola. En els Jocs Olímpics d'Estiu de 2012 celebrats a Londres (Regne Unit), els seus quarts jocs i on fou l'abanderat del seu país en la cerimònia d'obertura, aconseguí la seva tercera medalla en guanyar la medalla de bronze al derrotar la selecció d'Hongria.
Al llarg de la seva carrera ha guanyat dues medalles de plata en el Campionat del Món d'handbol i una medalla de bronze en el Campionat d'Europa d'handbol.